# Bataille de Marjah
Guerre d'Afghanistan
La bataille de Marjah est une opération militaire, baptisée opération Mushtarak (en dari : ensemble), qui se déroule dans la province d'Helmand lors de la guerre d'Afghanistan. Elle est menée depuis le 13 février 2010 conjointement par l'armée nationale afghane, l'armée américaine et les forces britanniques. Les forces françaises (plusieurs dizaines d'instructeurs) participent également à cette offensive, aux côtés des soldats britanniques et des soldats de l'armée afghane,. Les Canadiens, Estoniens, et Danois y participent également. L'opération a commencé dans la nuit du 12 au 13 février 2010, impliquant plus de 15 000 soldats.
L'offensive est la plus grande opération depuis que le président des États-Unis Barack Obama a annoncé l'envoi de 30 000 soldats supplémentaires en Afghanistan en décembre.

## Contexte

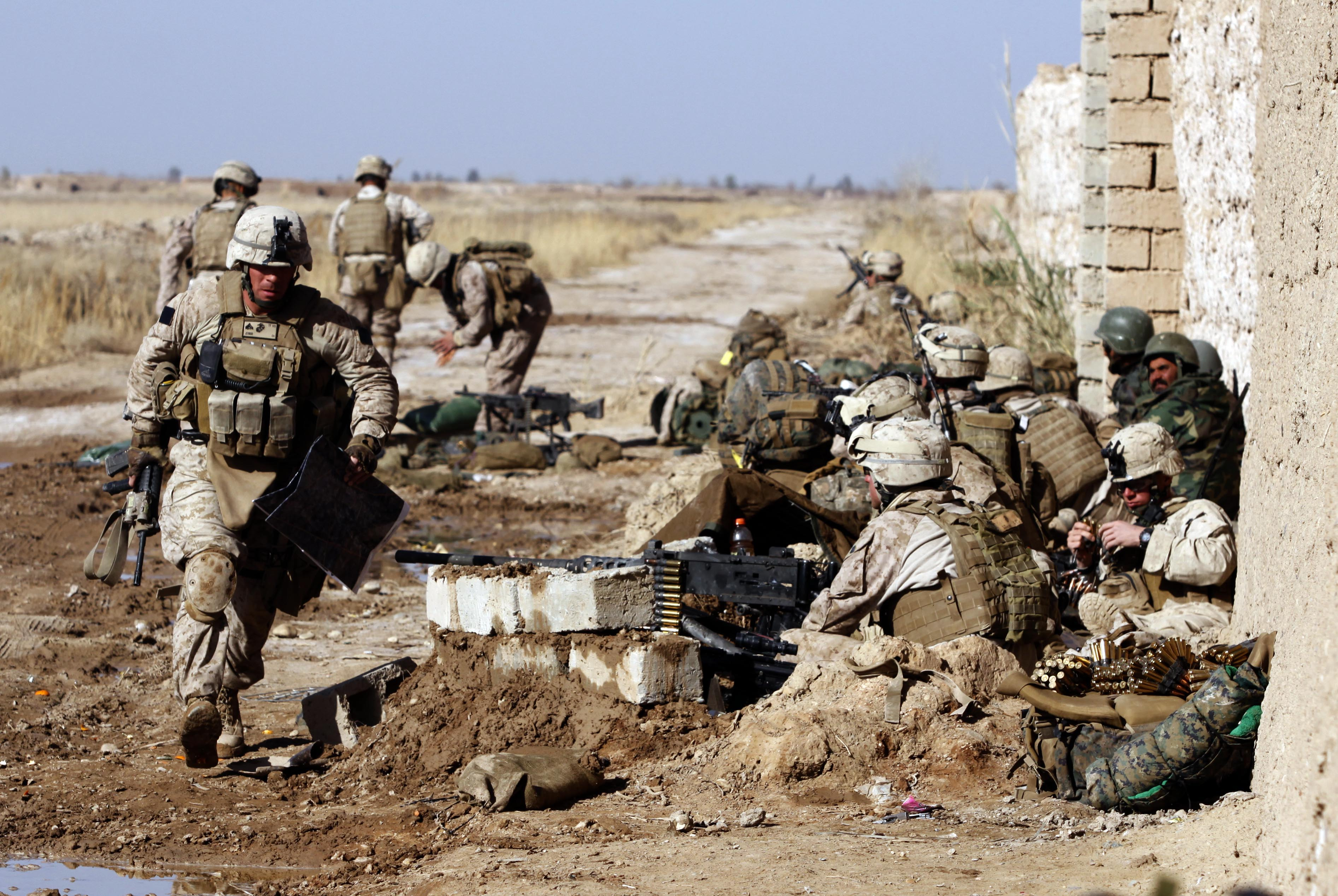
Des hommes du 1er bataillon du 3e régiment des Marines le 9 février 2010 après un combat contre les Talibans près de Marjah.

L'offensive de l'opération Moushtarak est la première offensive conduite depuis l'adoption d'une nouvelle stratégie par l'administration Obama vers la fin de l'année 2009. Cette stratégie, définie par le général Stanley McChrystal, vise notamment à reprendre le contrôle des centres de population et à en assurer l'occupation et le développement pour priver la guérilla de ses appuis parmi la population. De plus, l'ouverture de négociations avec certaines factions du mouvement talêb, annoncée à la conférence de Londres (28 janvier 2010), les déclarations du général McChrystal annonçant une issue politique « inévitable » et le retrait américain annoncé pour l'été 2011 forcent la Coalition à chercher à fortement affaiblir les Talibans avant l'ouverture des vrais pourparlers. Le général McCrystal, inquiet de la possibilité d'un retrait rapide sous l'impulsion de Barack Obama dans le courant de l'année 2011 a aussi besoin d'un succès, militaire et politique, et d'une preuve que ce retrait peut être prématuré.
À la lumière de ces critères, le centre de Marjah se dégage comme une cible particulièrement symbolique. En effet, c'est une région acquise aux Talibans, située en plein de leur bastion de la province d'Helmand et proche de Kandahar, qui est également une place importante du trafic d'opium puisqu'elle assurerait un revenu mensuel de 200 000 dollars à la guérilla. Enfin, c'est une zone parcourue de nombreux canaux où les Talibans ont eu le temps de dresser de véritables défenses.
L'opération s'accompagne d'une vaste opération de propagande menée par la Coalition. Cette opération vise à présenter Marjah comme une ville de près de 80 000 habitants (« plus grand centre urbain contrôlé par les Talibans ») et un centre majeur de production d'opium. Dans les faits, il s'agit en fait d'une vaste zone (près de 200 km2) qui regroupent plusieurs petits villages de paysans afghans. Le village de Marjah n'est ainsi, en tant que tel, qu'un petit centre de fermes accompagnées de quelques commerces. De plus, s'il y a bien une importante production d'opium dans cette zone, elle ne contribue, à raison de 200 000 $ par mois, qu'entre 2 et 3 % des revenus talibans de 2009 (estimés à 125 millions de dollars) tirés du narco-trafic.
En revanche, la région de Marjah est bel et bien acquise aux Talibans. En effet, si les habitants ont favorablement vu leur chute en 2001, ils ont fait rapidement volte-face et ont soutenu l'insurrection après l'arrivée au pouvoir d'anciens moudjahidins nommés par Kaboul. Les raisons de ce changement de camp sont principalement à placer sur le plan économique, en particulier dans la protection des cultures d'opiacées. En 2006, le secteur est donc occupé par une force britannique et plusieurs officiels, dont le principal est Abdul Rahman Jan, sont démis de leurs fonctions dans une tentative d'amélioration de la situation. Cependant, dès 2007, les Talibans profitent de cette situation pour remplir le vide administratif et s'emparer du village et de ses alentours.

## Objectifs de la coalition
La stratégie américaine consiste donc à reprendre le contrôle des centres de population pour en assurer le développement et l'occupation. Le but étant à terme de priver la guérilla de ses soutiens dans la population afghane. Ainsi, les objectifs de l'offensive sur Marjah se déclinent selon ses orientations. Tout d'abord, les forces de la Coalition doivent chasser les Talibans de la zone afin d'être en mesure de reprendre le pouvoir dans la région. Ensuite, ce pouvoir doit être cédé à des représentants et une administration officiels du gouvernement central. Cette administration devra combler le vide laissé par les autorités talibanes et être en mesure de rester en place sur le long terme afin d'empêcher ou de limiter un retour de la guérilla.

## Ordre de bataille

### Taliban
L'effectif taliban dans la région de l'opération n'est pas connu avec précision. 
L'Intelligence Community l'estime entre 400 et 1 000 dont une centaine de membres d'Al-Qaïda incluant des Pakistanais, des Ouzbeks et des Tchétchènes.
Un porte-parole taliban déclare quant à lui qu'il y a 2 000 combattants pour défendre Babaji.

### Coalition
La force combinée de 15 000 militaires et agents des forces de sécurité inclut approximativement 5 brigades incluant 4 400 membres de l'armée nationale afghane, de la police nationale afghane, de la police des frontières et de la gendarmerie afghanes.
Le commandement régional sud de l'ISAF déploie des unités américaines, britanniques, danoises, estoniennes et canadiennes dont :
- 1st Battalion, 3rd Marines (USMC)
- 1st Battalion, 6th Regiment (USMC)
- 3rd Battalion, 6th Marines (USMC)
- 4th Battalion, 23rd Infantry Regiment sur Stryker (US Army)
- Combat Engineer Battalion (USMC)
- 2nd Light Armored Reconnaissance Battalion (USMC)
- 1 Coldstream Guards Battle Group (British Army)
- 1 Grenadier Guards Battle Group (British Army)
- 1 Royal Welsh Battle Group (British Army)
- Helmand Provincial Reconstruction Team (British Army)
- Operational Mentoring Liaison Team (British Army)
- Task Force Pegasus (Combat Aviation Brigade de la 82e division aéroportée US)
- Operational Mentoring Liaison Team auprès du Kandak 31 (Forces françaises en Afghanistan)[14]
- Force opérationnelle à Kandahar (Forces canadiennes)[15]

## Déroulement

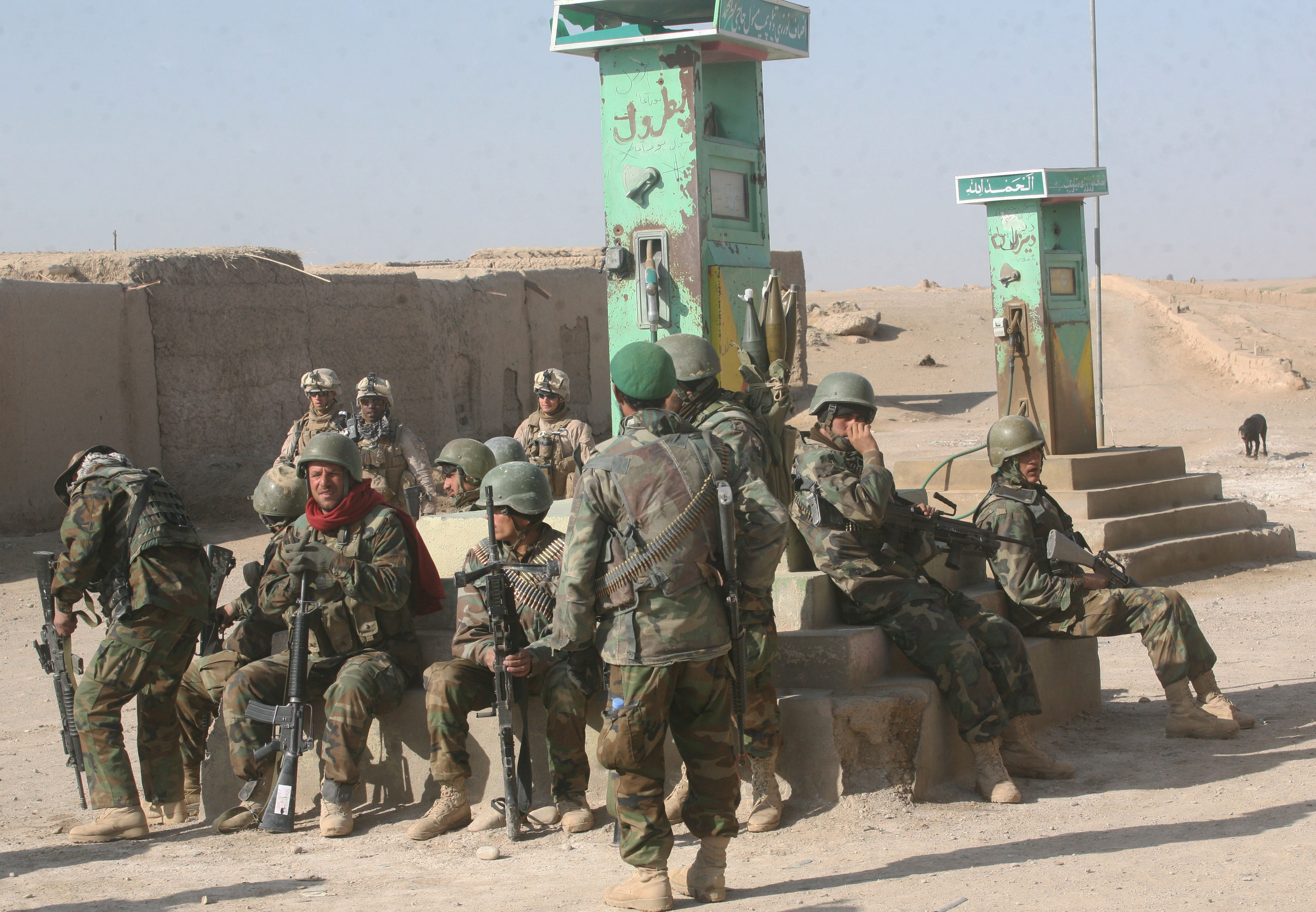
Soldats afghans et américains de retour d'une patrouille.

Cette opération est annoncée plusieurs semaines à l'avance dans cette région de 80 000 habitants, dans le but de limiter les pertes civiles et de pousser les Talibans à la retraite. L'essentiel des forces de la guérilla talêb est donc supposé s'être replié vers la frontière pakistanaise ou vers le nord de la province de Helmand, notamment autour de Sangin,.
L'opération débute à 4 heures du matin le 13 février par des assauts respectivement américain et britannique, avec participation à chaque fois de quelques troupes afghanes, sur les villes de Marjah et de Nar Ali. La résistance est légère. En effet, les Talibans, inférieurs en nombre et en armement, préfèrent éviter un combat frontal et utilisent principalement des engins explosifs improvisés pour leur défense.
Le lendemain, 14 février, les objectifs initiaux, à savoir l'occupation de Marjah, de l'opération étaient achevés selon l'OTAN. Cependant, sur le terrain, les forces de la Coalition rapportent qu'elles rencontrent une résistance croissante et qu'elles sont ralenties par les mines placées par les Talibans. Cette situation se poursuit dans les environs de Marjah les 16 et 17 février. Le 17, les Américains sont même contraints d'appeler un soutien aérien pour poursuivre leur avancée. Le 18 février, les Américains doivent reconnaître que les Talibans résistent fermement dans certains secteurs de Marjah en s'appuyant sur diverses positions fortifiées.
Plus au nord, les Britanniques avancent vers Nar Ali où les combats tendent à se calmer du 15 au 17 février bien que les Coalisés soient là aussi fortement gênés par les bombes disposées le long des axes de communication par la guérilla. Le 18 février, les Britanniques se heurtent à leur tour à une forte résistance qui leur cause quelques pertes. Des combats légers se poursuivent et les Britanniques ne sont pas à l'abri de pertes. Une patrouille est ainsi victime d'une explosion le 26 février.

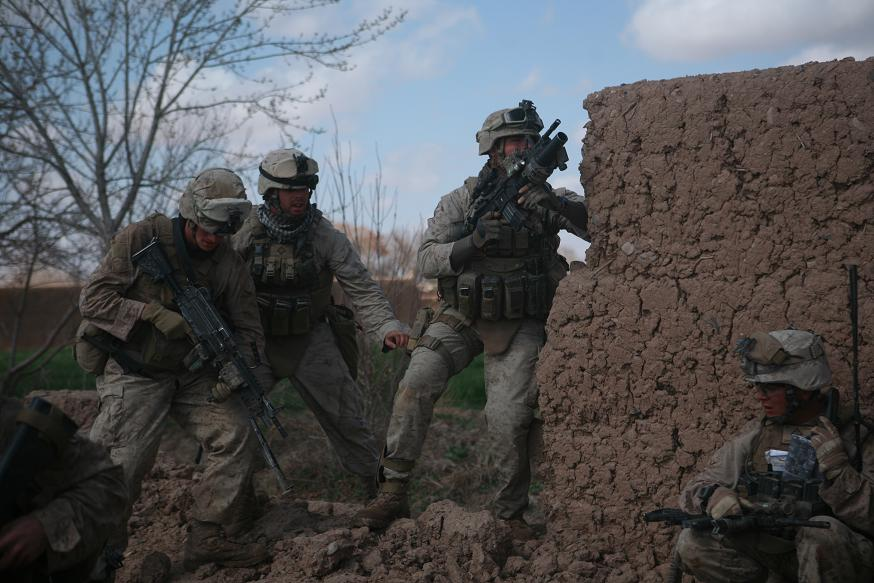
Soldats américains du 6e régiment de Marines à Marjah, le 22 février 2010.

À partir du 19 février, 600 policiers afghans sont envoyés pour tenir les zones occupées les jours précédents. Ces policiers appartiennent à une nouvelle unité, nommée « Gendarmerie », qui a été spécialement entraînée pour sécuriser les zones conquises. Leur première tâche est d'assurer la fouille de leurs zones à la recherche de combattants talibans. Le même jour, les troupes de la Coalition se heurtent à une résistance généralisée des Talibans qui ralentit considérablement les avancées des Coalisés. Cette résistance faiblit dès le lendemain autour de Nar Ali mais elle perdure dans le secteur de Marjah jusqu'au 24 février. Néanmoins, les Américains peuvent poursuivre leur progrès vers le centre-ville dont ils finissent par s'emparer après avoir déclaré contrôler les principales routes d'accès au sud le 23. Le 24 février, la Coalition organise des visites du centre-ville et une levée symbolique de drapeau. Seuls les quartiers ouest de la ville sont toujours aux mains de la guérilla. Ses unités semblent s'être fondue dans la population les jours suivants puisque le 25 février, le gouvernement afghan prend le contrôle officiel de la ville. Au 27 février, Marjah est considéré comme nettoyé et les militaires s'attendent encore à des attaques sporadiques pendant quelques semaines.
Pendant ce temps, la colère de la population qui est en partie obligé de fuir la ville monte contre la Coalition. De plus, il apparaît que certaines unités du gouvernement central afghan, notamment celle de police, ne sont pas capables de communiquer dans la même langue que les habitants de Marjah. Début mars, il reste encore plus d'un millier de familles à Laskar Gah sur les 4 000 qui ont été estimées déplacées par l'offensive. De plus, la zone est encore infestée de mines. Une garnison de 3 000 hommes (2 000 Américains et 1 000 Afghans) est prévu pour rester dans la ville.

## Bilan

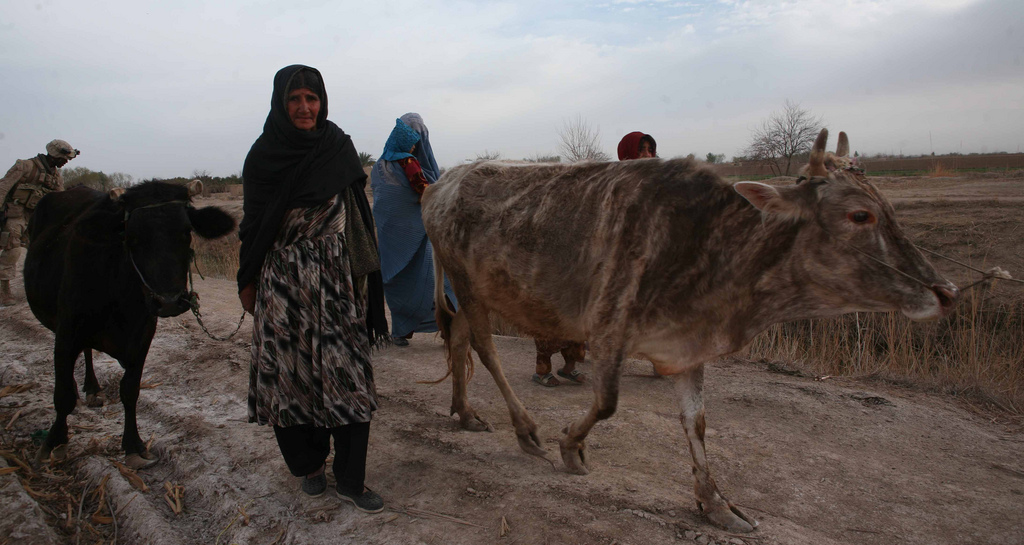
Civils afghans au cours de l'opération.

Les pertes des deux camps sont relativement équilibrées. Les Américains et leurs alliés ont réussi à occuper la région de Marjah et à installer une garnison. Cependant, les autres objectifs sont loin d'être atteints voire ont échoué. En effet, les pertes civiles importantes ont suscité une profonde colère parmi la population. Le chef d'état-major interarmées britannique Jock Stirrup parlait ainsi de « revers très grave » pour l'OTAN après la mort d'une douzaine de civils tués par roquette lancée par l'ISAF. De plus, les populations locales sont inquiètes de la volonté affichée par les autorités de lutter contre les cultures opiacées dans le sud du pays. Cela a pour l'heure renforcé le soutien et la popularité des Talibans dans la région.